# Jewgenija Alexandrowna Dimowa
Jewgenija Alexandrowna Dimowa (russisch Евгения Александровна Димова, englische Transkription Evgenia Dimova; * 29. April 1982) ist eine russische Badmintonspielerin.

## Karriere
Jewgenija Dimowa gewann 2005 die Russian Open. 2006 und 2007 wurde sie europäische Hochschulmeisterin. 2007 gewann sie den Badminton-Europapokal mit dem Team von NL Primorje Wladiwostok. Vordere Plätze belegte sie des Weiteren bei den Russia Open 2004, den Italian International 2006, den Swiss International 2011 und den Russia Open 2012.